# منطقه داوائو
منطقه داوائو (به لاتین: Davao Region) یک منطقهٔ مسکونی در فیلیپین است که در Mindanao واقع شده‌است. منطقه داوائو ۲۰٬۳۵۷٫۴۲ کیلومتر مربع مساحت دارد.